# Gerhard Damköhler
Gerhard Damköhler (16 marzo 1908 – 30 marzo 1944) è stato un chimico tedesco.
Tra il 1936 e il 1944, Damköhler fornì contributi decisivi all'ingegneria delle reazioni chimiche, che studiava presso l'Institut für Physikalische Chemie a Gottinga. Una sua pubblicazione chiave è stata inclusa nel Der Chemie-Ingenieur del 1937. 
A lui è intitolato il gruppo adimensionale che esprime il rapporto tra la velocità di reazione e la convezione di materia, detto appunto (primo) numero di Damköhler, di largo utilizzo nello studio delle applicazioni dell'ingegneria chimica. Altri gruppi adimensionali portano il suo nome, ad esempio quello che esprime il rapporto tra velocità di reazione e diffusione di materia (secondo numero di Damköhler). 
La Gerhard-Damköhler-Medaille viene assegnata dal Deutschen Vereinigung für Chemie- und Verfahrenstechnik in suo onore.